# Кубок Греції з футболу 1940—1941
Кубок Греції 1940—1941 не був завершений через вторгнення Італії в Грецію. Був проведений лише 1-й раунд.

## Перший раунд
| Господарі                  | Результат | Гості                |
| -------------------------- | --------- | -------------------- |
| Олімпіакос Афіни           | 2-0       | Аттікос              |
| Олімпіада                  | 3-2       | Атіас                |
| Еліноросікос               | 5-3       | Мікрасіатікі Дургуті |
| Нея Іонія                  | 4-2       | Іераполі             |
| Неаполі Пірей              | 5-1       | Агронаптіс Пірей     |
| Елпіда Драма               | 5-1       | Аріс Драма           |
| Аполлон Салоніки           | 3-3       | Етнікос Салоніки     |
| Мегас Александрос Салоніки | 4-2       | Пансерраїкос         |